# از سرزمین محافظت کن
«از سرزمین محافظت کن» (به انگلیسی: Protect the Land) ترانه‌ای از گروه هوی متال ارمنی-آمریکایی سیستم آو ا داون است. این قطعه در ۶ نوامبر ۲۰۲۰ در قالب یک تک‌آهنگ و با هدف افزایش آگاهی و تأمین منابع مالی برای جمهوری آرتساخ و ارمنستان در میان درگیری ناگورنو قره‌باغ (۲۰۲۰) منتشر شد. «انسان‌نماهای نسل‌کش» بی‌ساید این تک‌آهنگ است که اَمریکن رکوردینگز و کلمبیا رکوردز ناشران آن هستند. «از سرزمین محافظت کن» اولین ترانهٔ منتشر شدهٔ گروه پس از پانزده است. آن‌ها پنجمین آلبوم استودیوی‌شان به‌نام هیپنوتایز را در سال ۲۰۰۵ منتشر کرده بودند و آخرین تک‌آهنگ آن آلبوم «روز تنهایی» بود که در سال ۲۰۰۶ منتشر شد. کلیهٔ عواید فروش «از سرزمین محافظت کن» به صندوق ارمنستان برای کمک به کسانی که تحت تأثیر این جنگ قرار گرفته‌اند اهدا خواهد شد.

## تاریخچه انتشار
| بخش   | تاریخ         | فورمت                           | ناشر              | منبع        |
| ----- | ------------- | ------------------------------- | ----------------- | ----------- |
| متنوع | ۶ نوامبر ۲۰۲۰ | دانلود موسیقی رسانه جاری تک‌آهنگ | American Columbia | [ ۲ ] [ ۱ ] |